# Anne Mahrer
Anne Mahrer (Ginebra,  5 de junio de 1948) es una política y activista ambiental suiza. Es miembro del partido de Los Verdes. Fue diputada por el cantón de Ginebra en el Consejo Nacional de Suiza desde noviembre de 2013 hasta noviembre de 2015. En 2024, la asociación Aînées pour le climat Suisse, que creó en 2016, consiguió una sentencia histórica del Tribunal Europeo de Derechos Humanos contra el Estado suizo en la que se dictaminó que la inacción climática viola los derechos humanos.

## Trayectoria
Nació en 1948 en Ginebra, en el barrio de Champel. Se formó como bibliotecaria-documentalista y trabajó durante más de tres décadas en el colegio Foron de Thônex. Participó activamente en el movimiento antinuclear en la década de 1970, y, en 1983, se unió al partido ecologista Los Verdes. Inició su carrera política en el Consejo Municipal de Puplinge, donde ejerció como miembro del legislativo entre marzo de 1987 y marzo de 2002. Posteriormente, formó parte del Gran Consejo del cantón de Ginebra desde noviembre de 2001 hasta noviembre de 2013, presidiéndolo entre noviembre de 2006 y noviembre de 2007. Fue la primera representante del partido Los Verdes en ocupar este cargo.
Entre 2008 y 2010 presidió la sección cantonal de Los Verdes en Ginebra. Comprometida con el feminismo, expresó su intención de promover la participación de las mujeres en cargos ejecutivos dentro del partido. En noviembre de 2013, Mahrer sustituyó a Antonio Hodgers en el Consejo Nacional de Suiza, que había dimitido tras su elección para el Consejo de Estado de Ginebra. No fue reelegida en las elecciones federales de 2015, ya que Los Verdes perdieron un escaño en el cantón y su compañera de lista, Lisa Mazzone, obtuvo un mayor número de votos.
En 2016, a propuesta del exconsejero de Estado Luc Recordon, Mahrer participó en la creación de una asociación centrada en la defensa de los derechos de las personas vulnerables frente al cambio climático, ya que las demandas colectivas son difíciles en Suiza. Así nació la organización  Aînées pour le climat Suisse (Mayores por el clima), de la que fue copresidenta junto con Rosmarie Wydler-Wälti. La asociación presentó una denuncia ante el Tribunal Europeo de Derechos Humanos contra el Estado suizo por su inacción frente al cambio climático. En 2024, el tribunal emitió una sentencia histórica en la que reconoció que dicha inacción constituye una violación de los derechos humanos.